# Библиотека ноћу
Библиотека ноћу (енгл. The library at night) је књига о библиотекама, читању, књизи аргентинско-канадског есејисте, романописаца, преводилаца, уредника и антологичара Алберта Мангела (енгл. Alberto Manguel) (1948), објављена 2006. године. Српско издање књиге објављено је 2008. године у издању "Геопоетике" из Београда у преводу Наташе Каранфиловић, Нине Ивановић и Данијеле Михић.

## О аутору
Алберто Мангел је рођен у Буенос Ајресу 1948. године. Године 1985. је постао канадски држављанин. Живео је у Израелу, Аргентини, Италији, Енглеској и Француској. Мангел је антологичар, преводилац, романописац, есејиста, уредник и антологичар. Пише и прилоге за новине и часописе широм света. 
Гостујући је професор на Универзитету Њуфаундленда, на Берлинском универзитету, универзитету у Монктону и стални је сарадник британског часописа Times. Почасни је доктор Универзитета у Лијежу и члан Фондације Гугенхајм.
Добио је следеће награде: Premio Germán Sánchez Ruipérez у Шпаинији, Harbourfront у Канади, Grinzane Cavour у Италији и Roger Caillois у Француској. Носилац је титуле Officier des Arts et des Lettres Француске владе.

## О књизи
Библиотека ноћу је књига која говори о суштинској улози библиотека. Аутор је у њој представио библиотеке далеко у прошлости, древног Египата и старе Хеладе, арапског света, Кине и Рима па све до интернет претраживања.
Представљајући књигу Владислав Бајац је рекао да је Библиотека ноћу: "храм писаној речи сазидан од најчвршћих мисли и од најпостојанијег везивног материјала – љубави".
У Предговору књиге Библиотека ноћу Мангел каже:
| „ | Љубав према библиотекама, као и све остале љубави, мора се стећи. Нико ко први пут ступа у просторију сачињену од књига не може инстиктивно знати како да се понаша, шта се од њега очекује, шта му се нуди, шта је дозвољено. Човека може савладати ужасан страх - страх пред пространошћу или пред пространством, пред непомичношћу, пред подсмешљивим подсетником на све што се не зна, пред надзором - и део тог снажног осећања може се задржати чак и пошто се сви ритуали и конвенције науче, географија простора савлада а урођеници постану пријатељи. | ” |